# Аллен Педерсон
Аллен Бентлі Педерсон (англ. Allen Bentley Pedersen, нар. 13 січня 1965, Форт-Саскачеван, Альберта) — канадський хокеїст, що грав на позиції захисника.
З 1996 до 2002 року був хокейним тренером.

## Ігрова кар'єра
Професійну хокейну кар'єру розпочав 1985 року.
1983 року був обраний на драфті НХЛ під 102-м загальним номером командою «Бостон Брюїнс».
Протягом професійної клубної ігрової кар'єри, що тривала 11 років, захищав кольори команд «Бостон Брюїнс», «Міннесота Норт-Старс» та «Гартфорд Вейлерс».
Усього провів 428 матчів у НХЛ, включаючи 64 матчі плей-оф Кубка Стенлі.